# Andreas Angerer
Andreas Angerer (* 6. April 1990 in Telfs) ist ein österreichischer Politiker (GRÜNE). Er war von 2013 bis 2017 Abgeordneter zum Tiroler Landtag. 

## Ausbildung und Beruf
Angerer besuchte zwischen 1996 und dem Jahr 2000 die Josef-Schweinester-Volksschule in Telfs und im Anschluss die Dr. Aloys-Weißenbach-Hauptschule in Telfs. 2004 wechselte er an die HTL Anichstraße, wobei er sich auf den Fachbereich Elektronik spezialisierte und 2009 hier die Matura im Schwerpunkt Technische Informatik ablegte. In der Folge leistete er zwischen 2009 und 2010 seinen Zivildienst bei der Bundespolizeidirektion in Innsbruck ab und studierte von 2010 bis 2011 Event Engineering an der New Design University in St. Pölten. Danach war er beruflich bis Juni 2012 als Leit- und Sicherungstechniker bei den Österreichischen Bundesbahnen in Innsbruck beschäftigt. Im Herbst 2012 begann Angerer ein Bachelorstudium für Wirtschaftsingenieurwesen am Management Center Innsbruck (MCI).

## Politik und Funktionen
Angerer kandidierte bei der Landtagswahl 2013 auf dem 24. Platz der Landesliste bzw. auf dem dritten Listenplatz im Wahlkreis Innsbruck-Land und rückte dank der Regierungsbeteiligung der Tiroler Grünen in den Landtag nach. Er wurde am 24. Mai 2013 als Abgeordneter zum Tiroler Landtag angelobt und übernahm in der Folge die Funktion eines Schriftführers sowie die Funktion des Obmanns des Petitionsausschusses. Er war zudem Obmann-Stellvertreter im Ausschuss für Wirtschaft, Tourismus und Technologie sowie Ersatzmitglied im Notstandsausschuss, im Ausschuss für Gesellschaft, Bildung, Kultur und Sport im Finanzausschuss	und in der Interregionalen Landtagskommission. Seine politischen Schwerpunkte lagen nach seinen eigenen Angaben in den Bereichen Jugend, Integration, Wirtschaft, Sport, KonsumentInnenschutz und  Partizipation/BürgerInnenbeteiligung. Zum Zeitpunkt seiner Angelobung war Angerer der jüngste Abgeordnete im Tiroler Landtag.
Mit 1. Oktober 2017 gab Angerer sein Landtagsmandat auf und wechselte in die Privatwirtschaft. Sein Mandat übernahm Barbara Schramm-Skoficz.